# Strzeszkowo
Strzeszkowo [pronunciación en polaco: /stʂɛʂˈkɔvɔ/] es un Asentamiento ubicado en el distrito administrativo de Gmina Mieścisko, dentro del Distrito de Wągrowiec, Voivodato de Gran Polonia, en el oeste de Polonia central. Se encuentra aproximadamente a 5 kilómetros al sureste de Mieścisko, a 16 kilómetros al sureste de Wągrowiec, y a 48 kilómetros al noreste de la capital regional Poznań.